# Yasin Merzoug
Yasin Reda Djilali-Merzoug, född 15 januari 1979 i Stockholm, är en svensk basketspelare. Han är 1,83 m lång, väger 85 kg och spelar som Point guard. 